# Восинский, Ян
Ян Воси́нский (пол. Jan Wosiński, 15.05.1914 г., Недосьпелин — 19.07.1996 г., Плоцк, Польша) — католический епископ, апостольский администратор епархии Плоцка с 20 ноября 1961 года по 21 января 1964 год, вспомогательный епископ епархии Плоцка с 21 января 1964 года по 19 октября 1991 год.

## Биография
Ян Восинский родился 15 мая 1914 года в деревне Недосьпелин Лодзинского воеводства. После получения богословского образования Ян Восинский был рукоположён 18 июня 1939 года в священника. Служил викарием в Пултуске. Во время Второй мировой войны находился на подпольном положении, скрываясь от немцев в окрестностях Задрожа. Принимал участие в Варшавском восстании. После войны служил викарием в Шерпце.
20 ноября 1961 года Римский папа Иоанн XXIII назначил Яна Восинского титулярным епископом Абарадиры и апостольским администратором епархии Влоцлавека. 4 февраля 1962 года состоялось рукоположение Яна Восинского в епископа, которое совершил кардинал Стефан Вышинский.
21 января 1964 года Ян Восинский был назначен вспомогательным епископом епархии Плоцка.
19 октября 1991 года вышел на пенсию. Скончался 19 июля 1996 года.

## Источник
- Nitecki P., Biskupi Kościoła w Polsce w latach 965—1999, Warszawa 2000, ISBN 83-211-1311-7.
- Grzegorz Polak, Kto jest Kim w Kościele?, Warszawa 1996, ISBN 83-905125-0-5.